# میسی گها
میسی گها (انگلیسی: Missy Geha؛ زادهٔ ۲۹ آوریل ۱۹۸۷) بازیکن فوتبال اهل ایالات متحده آمریکا است.
از باشگاه‌هایی که در آن بازی کرده‌است می‌توان به اف سی کانزاس سیتی اشاره کرد.